# Lăstuni (okręg Tulcza)
Lăstuni – wieś w Rumunii, w okręgu Tulcza, w gminie Mihail Kogălniceanu. W 2011 roku liczyła 490 mieszkańców.